# 오다가키 메구루
오다가키 메구루(일본어: 小田垣 旋, 1997년 5월 23일~)는 일본의 축구 선수이다.

## 구단 경력
그는 2021년 J3리그의 가이나레 돗토리에 입단했다. 2022년까지 13경기에 출전하여, 1득점을 넣었다.